# فا دیز

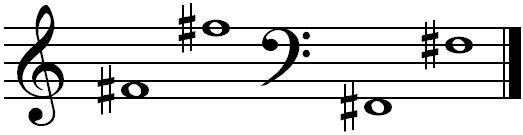
نت فا دیز

فا دیز (انگلیسی: ّF-sharp) با مخفف (♯F) یک نت از نت‌های موسیقی است که نیم پرده کروماتیک بالاتر از «فا» و نیم پرده دیاتونیک پایین‌تر از «سل» صدا می‌دهد. «فا دیز» نت مترادف «سل بمل» محسوب می‌شود. یک فا دیز وسط یا (۴♯F) بر اساس زیروبمی فرکانسی معادل (۳۶۹٫۹۹۴ هرتز) را داراست.

## گام
گام‌ها بر پایه نت «فا دیز» عبارتند از:
- فا دیز ماژور: فا دیز، سل دیز، لا دیز، سی، دو دیز، ر دیز، می دیز، فا دیز.
- فا دیز مینور تئوریک: فا دیز، سل دیز، لا، سی، دو دیز، ر، می، فا دیز.
- فا دیز مینور هارمونیک: فا دیز، سل دیز، لا، سی، دو دیز، ر، می دیز، فا دیز.
- فا دیز مینور ملودیک بالا رونده: فا دیز، سل دیز، لا، سی، دو دیز، ر دیز، می دیز، فا دیز.
- فا دیز مینور ملودیک پایین رونده: فا دیز، می، ر، دو دیز، سی، لا، سل دیز، فا دیز.